# David Wilkie (festő)
David Wilkie (Cults, Fife, 1785. november 18. – Málta mellett a tengeren, 1841. június 1.) skót festő.

## Élete
14 éves korában az edinburghi iparművészeti iskola növendéke, majd John Graham történeti festő tanítványa lett. Hazatérve falujába, első képével, az Országos vásárral annyi pénzt szerzett, hogy 1805-ben Londonba költözhetett. Következő képei: A falusi politikusok, A vak hegedűs, A kártyások, A fizetés napja, Falusi ünnep, melyekben a skót falusi életből vett jeleneteket ábrázolt, olyan kedveltekké váltak, hogy 1811-ben a londoni királyi akadémia tagja, 1823-ban skót udvari festő lett.
Párizsi utazása alatt megismerkedett a nagy holland zsánerfestők műveivel és az ő hatásuk alatt festette meg leghíresebb műveit. A szembekötősdi; A végrehajtás (1815); A végrendelet fölbontása (1820); A nyulacska árnyéka; Szegény emberek lakodalma; A whisky; A chelseai rokkantak olvassák a waterlooi ütközet hírét (1821); A hegyi lakók (1825); IV. György király érkezése Leithbe; Knox John beszéde a st.-andrewsi székesegyházban stb. nagyrészt a skót parasztok mindennapi életét ábrázolják. Utolsó zsánerképei: Az egyetlen leány (1839); A napszámos a hét végén; Az esteli ima; A szarvas halála; Ír pálinkaégetés nem állanak az elsők színvonalán. Művei nagyrészt az angol királynő birtokában és a londoni nemzeti képtárban vannak.

## Források

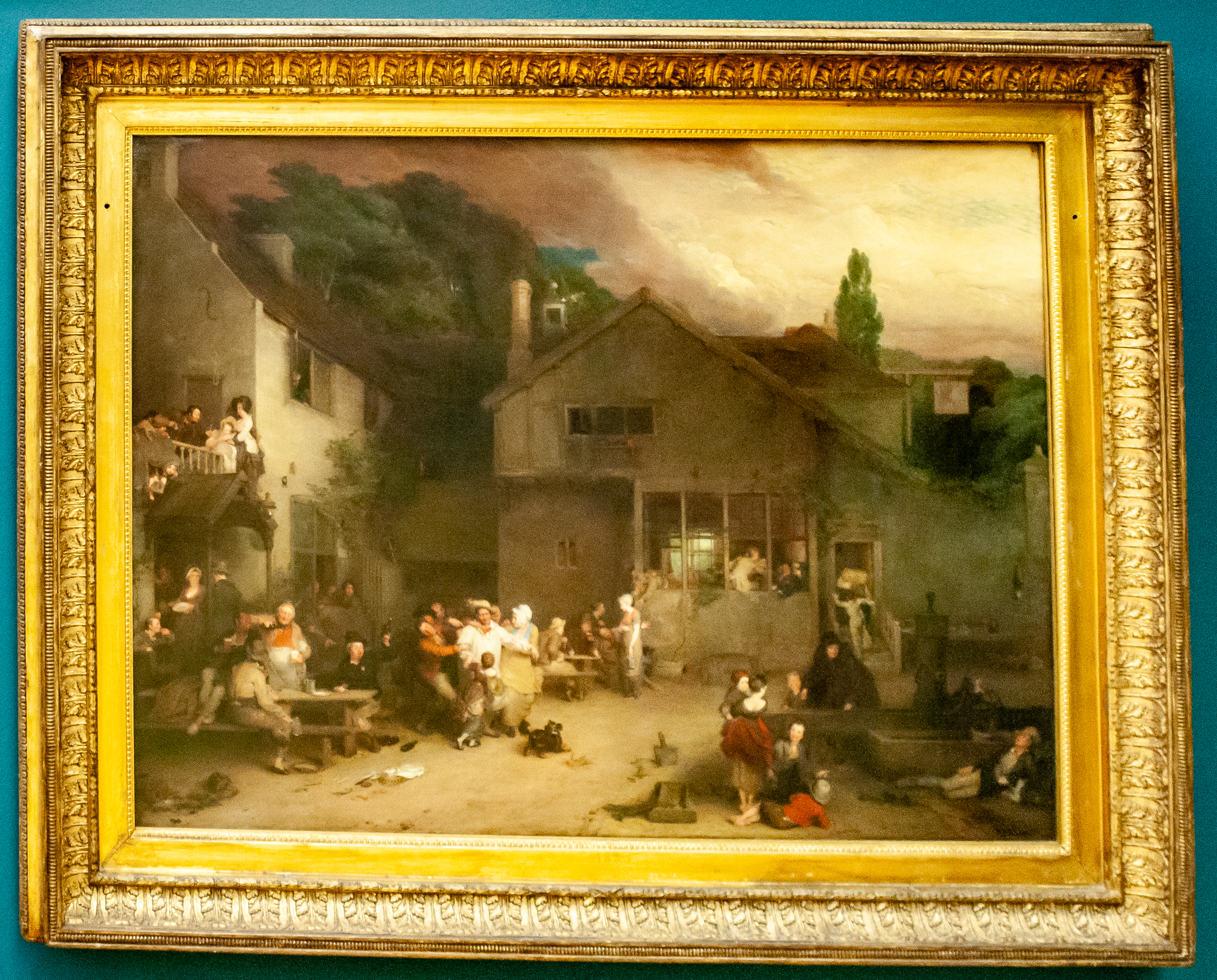
Falusi ünnep. Festménye a londoni Tate galériában